# Parafia św. Stanisława Biskupa i Męczennika w Suszcu
Parafia św. Stanisława Biskupa i Męczennika w Suszcu – katolicka parafia w dekanacie suszeckim.

## Historia
Parafia po raz pierwszy wzmiankowana została w spisie świętopietrza parafii dekanatu Oświęcim diecezji krakowskiej z 1326 pod nazwą Susechz i ponownie w 1327 w zapisie Susecz. W kolejnych spisach świętopietrza z lat 1346–1358 występuje w zapisach Sussecz, Susecz, Suczecz. Około 1350 roku powstał dekanat Pszczyna, który podlegał diecezji krakowskiej do 1821 roku, kiedy to na mocy bulli papieża Piusa VII De salute animarum z 17 lipca przyłączony został do diecezji wrocławskiej.
W listopadzie 1598 wizytacji kościelnej (pierwszej po soborze trydenckim) dekanatu pszczyńskiego dokonał archidiakon krakowski Krzysztof Kazimirski na zlecenie biskupa Jerzego Radziwiłła. Według sporządzonego sprawozdania kościół w Villa Susiecz znajdował się w rękach luteran.
W 1693 r. ołtarz główny został poświęcony św. Stanisławowi, ale już od 1703 r. znajdują się w nim obrazy Apostołów Jakuba i Filipa. Prawy ołtarz był wówczas poświęcony Matce Bożej, a lewy św. Barbarze. Na wieży wisiały dwa spiżowe dzwony: św. Stanisław i św. Jan Nepomucen.
W wyniku pożaru 22 maja 1770 r. cały kościół doszczętnie spłonął. Na jego miejscu ks. prob. Osiecki wybudował barak z drewna z własnej kieszeni, który do ok. 1800 r. służył jako budynek sakralny.
W wyniku przeniesienia cmentarza z placu kościoła, wybudowano nowy kościół. Prace zakończyły się w 1804 r. Ołtarz poświęcony był św. Stanisławowi, a w 1884 r. pojawiły się 3 boczne ołtarze: NMP, św. Jana Nepomucena oraz św. Antoniego z Padwy.
W 1895 r. kościół ponownie spłonął. Odbudowano go do roku 1898, a konsekrowano w 1913 r.
Przez bitwy podczas II wojny światowej zniszczeniu uległa wieża. Odbudowano ją w 1947 r. Z biegiem czasu remontowano kościół (strop, ogrodzenie, blacha na dachu) i dobudowywano nowe pomieszczenia.

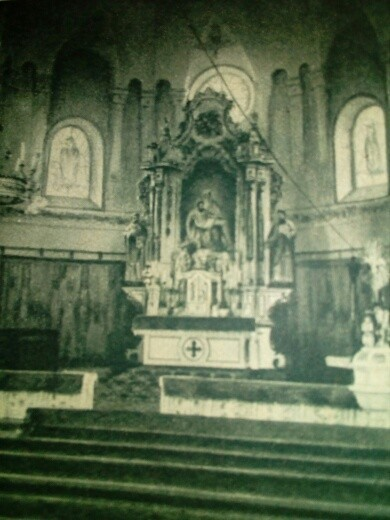
Stary ołtarz. Usunięty po Soborze Watykańskim II
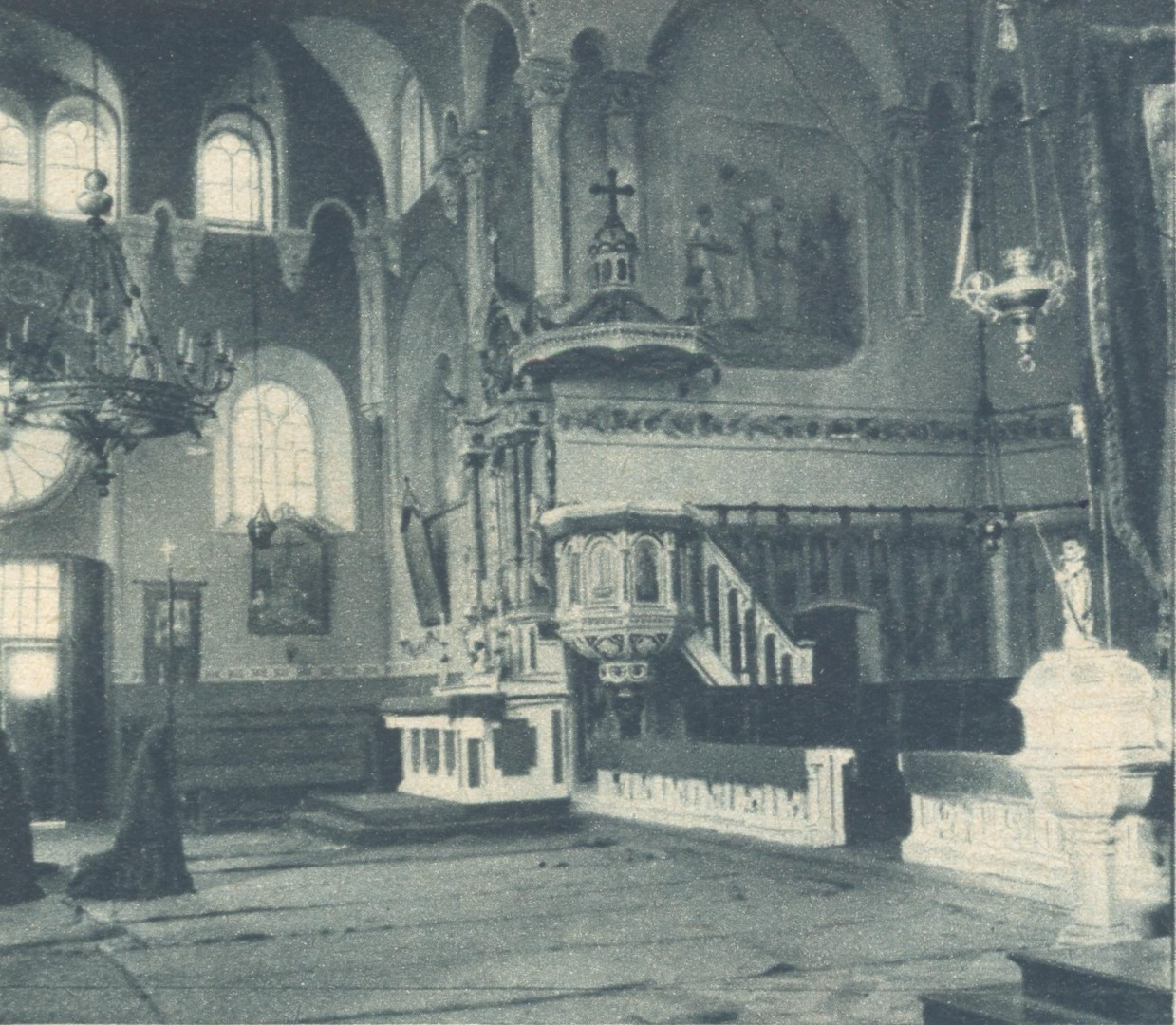
Dawny wystrój kościoła w Suszcu przed Soborem Watykańskim II
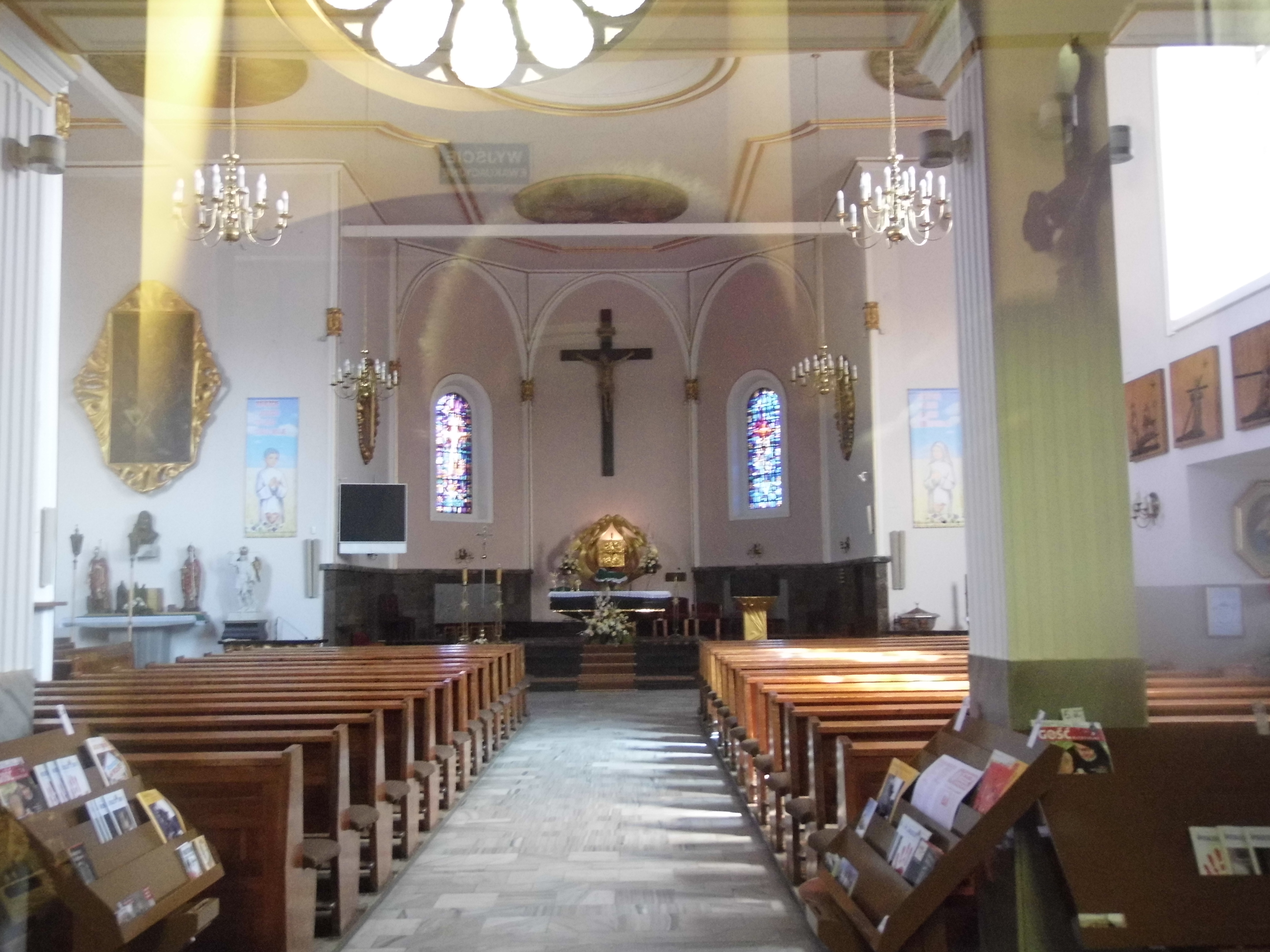
Wnętrze kościoła w 2020 roku
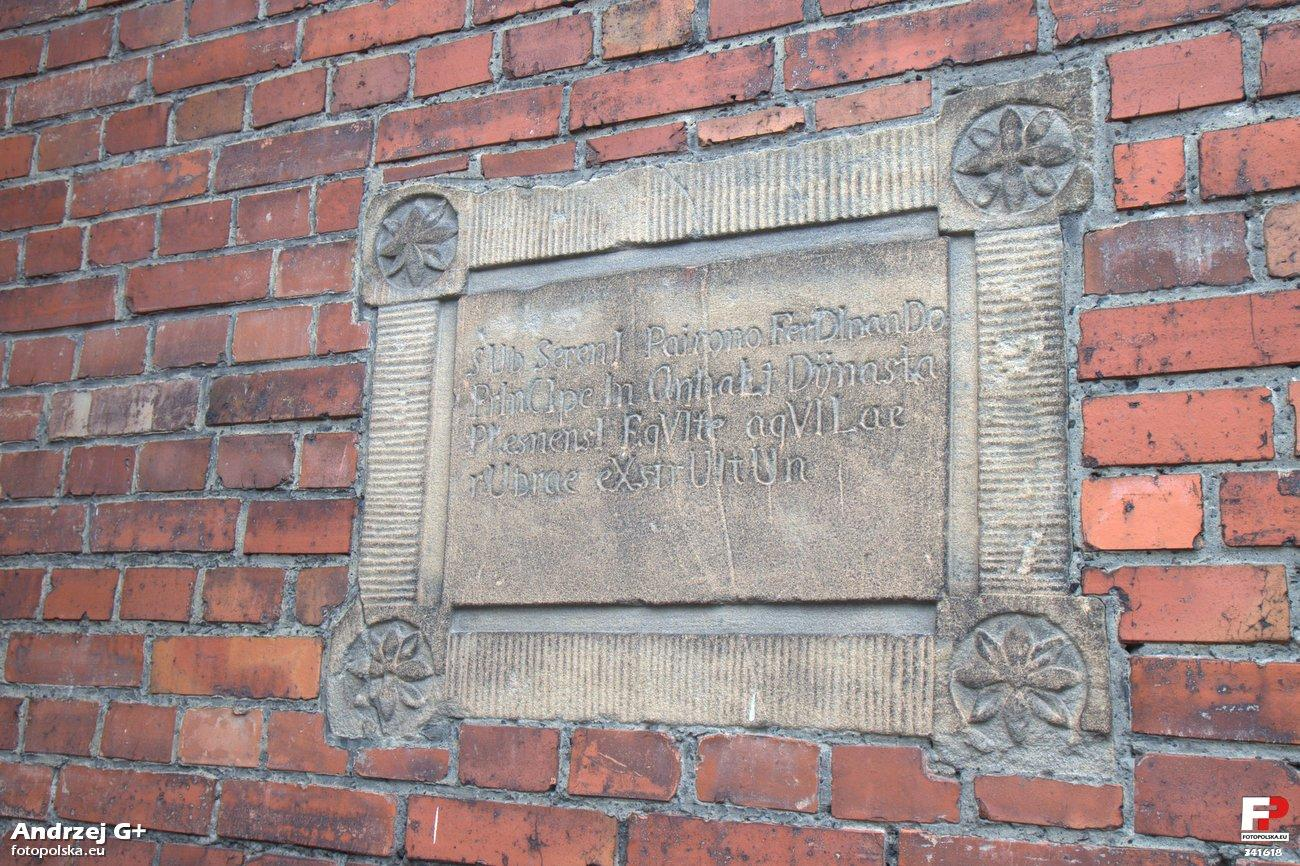
Jedna z tablic pamiątkowych wmurowanych w ścianę zewnętrzną kościoła
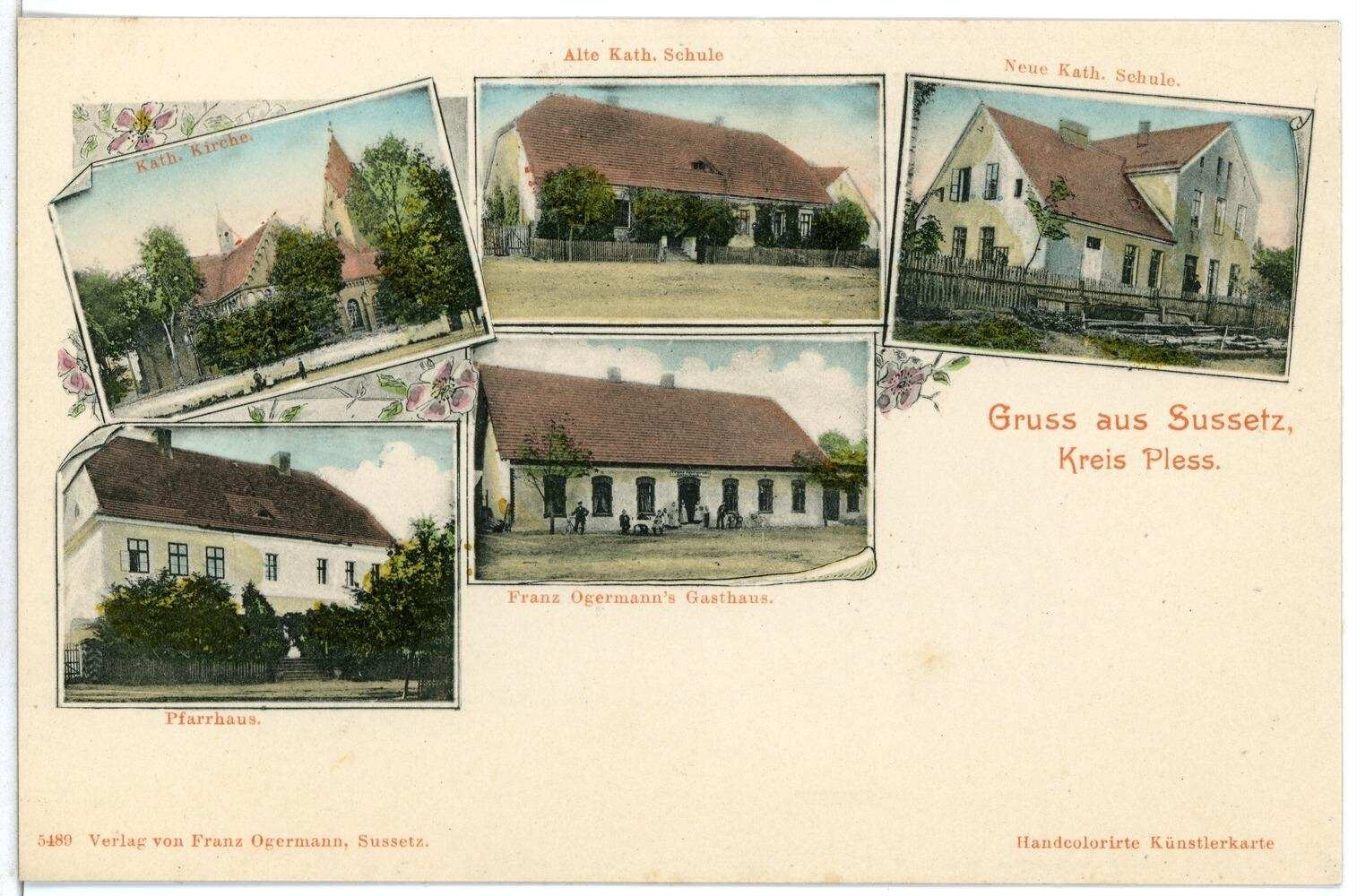
Zdjęcie kościoła na pocztówce z Suszca w języku niemieckim z 1904 r.